# La Cambo me fai mau
La Camba me fai mau est un chant de Noël écrit par Nicolas Saboly, et très connu en Provence. Il raconte l'histoire d'un berger qui demanda que l'on selle son cheval afin qu'il puisse aller saluer le petit Jésus, dans l'espoir de soulager un mal de jambe persistant. En chemin, le berger rencontra plusieurs personnages. Lorsqu'il aperçut enfin « le Fils de Dieu le Père » (lou Fiéu de Diéu lou Paire), sa jambe fut guérie.
Les paroles ci-dessous sont en provençal. Il existe d'autres versions en languedocien, par exemple. Parmi les nombreuses versions enregistrées, il faut noter celle de Malicorne, en français, dans son album Almanach et celle de Mireille Mathieu dans son album Le merveilleux petit monde de Mireille Mathieu chante Noël en 1968.

## Paroles en provençal
| Graphie mistralienne | Graphie classique | Traduction en français |  |
| I'a proun de gènt que van en roumavage I'a proun de gènt que van en Betelèn. Ié vole ana, ai quàsi pron courage, Ié vole ana, s'iéu poudé camina. La cambo me fai mau, Bouto sello, bouto sello La cambo me fai mau, Bouto sello à moun chivau. Tóuti li bergié qu'eron sus la montagno, Tóuti li bergié an vist un messagié. Que i'a crida : Metès-vos en campagno ! Que i'a crida : Lou Fiéu de Diéu es na ! La cambo me fai mau, Bouto sello, bouto sello La cambo me fai mau, Bouto sello à moun chivau. En aquest tèms li fèbre soun pas sano ; En aquest tèms li fèbre valon rèn ; Ai endura uno fèbre quartano, Ai endura sènso me rancura. La cambo me fai mau, Bouto sello, bouto sello La cambo me fai mau, Bouto sello à moun chivau. Un gros pastras que fai lou cato-miaulo, Un gros pastras s'envai au pichot pas. S'èi revira au brut de ma paraulo, S'èi revira, i'ai di de m'espera. La cambo me fai mau, Bouto sello, bouto sello La cambo me fai mau, Bouto sello à moun chivau. Aquéu palot descausso si sabato, Aquéu palot s'en vai au grand galot ; Mai, se'n-cop l'ai, ié dounarai la grato ; Mai, se'n-cop l'ai, iéu lou tapoutarai. La cambo me fai mau, Bouto sello, bouto sello La cambo me fai mau, Bouto sello à moun chivau. Ai un roussin que volo dessus terro, Ai un roussin que manjo lou camin ! L'ai achata d'un que vèn de la guerro, L'ai achata cinq escu de pata. La cambo me fai mau, Bouto sello, bouto sello La cambo me fai mau, Bouto sello à moun chivau. Quand aurai vist lou Fiéu de Diéu lou Paire, Quand aurai vist lou Rèi de Paradis, E quand aurai felicita sa maire, E quand aurai fa tout ço que déurrai, N'aurai plus ges de mau, Bouto sello, bouto sello, N'aurai plus ges de mau, Bouto sello à moun chivau. | I'a pron de gents que van en romavatge I'a pron de gents que van en Betelèm. Ie vòle anar, ai quasi pron coratge, Ie vòle anar, s'ieu pòde caminar. La camba me fai mau, Bota sèla, bota sèla La camba me fai mau, Bota sèla a mon chivau. Totei lei bergiers qu'èron sus la montanha, Totei lei bergiers an vist un messatgier. Que i'a cridat : Metètz-vos en campanha ! Que i'a cridat : Lo Fieu de Dieu es nat ! La camba me fai mau, Bota sèla, bota sèla La camba me fai mau, Bota sèla a mon chivau. En aquests temps lei fèbres son pas sanas ; En aquests temps lei fèbres valon ren ; Ai endurat una fèbre quartana, Ai endurat sènsa me rancurar. La camba me fai mau, Bota sèla, bota sèla La camba me fai mau, Bota sèla a mon chivau. Un gròs pastràs que fai lo catamiaula, Un gròs pastràs s'en vai au pichòt pas. S'es revirat au brut de ma paraula, S'es revirat, i'ai dich de m'esperar. La camba me fai mau, Bota sèla, bota sèla La camba me fai mau, Bota sèla a mon chivau. Aqueu palòt descaussa si sabata, Aqueu palòt s'en vai au grand galòp ; Mai, se'n còp l'ai, ie donarai la grata ; Mai, se'n còp l'ai, ieu lo tapotarai. La camba me fai mau, Bota sèla, bota sèla La camba me fai mau, Bota sèla a mon chivau. Ai un rossin que vòla dessús terra, Ai un rossin que manja lo camin ! L'ai achatat d'un que vèn de la guerra, L'ai achatat cinc escuts de patac. La camba me fai mau, Bota sèla, bota sèla La camba me fai mau, Bota sèla a mon chivau. Quand aurai vist lo Fieu de Dieu lo Paire, Quand aurai vist lo Rei de Paradís, E quand aurai felicitat sa maire, E quand aurai fach tot ço que deurai, N'aurai plus ges de mau, Bota sèla, bota sèla, N'aurai plus ges de mau, Bota sèla a mon chivau. | Il y a assez de gens qui vont en pèlerinage, Il y a assez de gens qui vont à Bethléem. Je veux y aller, si j'ai assez de courage, Moi je veux y aller si je peux marcher. La jambe me fait mal, Mets la selle, mets la selle, La jambe me fait mal, Mets la selle à mon cheval. Tous les bergers qui étaient sur la montagne Tous les bergers ont vu un messager. Qui leur a crié : Mettez-vous en route Qui leur a crié : Le Fils de Dieu est né ! En ce moment, les fièvres ne sont pas saines. En ce moment, les fièvres ne valent rien ; J'ai enduré une fièvre quarte, Je l'ai enduré sans me plaindre. La jambe me fait mal, Mets la selle, mets la selle, La jambe me fait mal, Mets la selle à mon cheval. Un gros berger fait la chattemite, Un gros berger s'en va au petit pas. Il s'est retourné au bruit de mes paroles, Il s'est retourné, je lui ai dit de m'attendre. La jambe me fait mal, Mets la selle, mets la selle, La jambe me fait mal, Mets la selle à mon cheval. Ce rustre déchausse ses souliers Ce rustre s'en va au grand galop ; Mais, si d'un coup je le rattrape, je lui donnerais des démangeaisons, Mais si je le rattrape, je le taperai. La jambe me fait mal, Mets la selle, mets la selle, La jambe me fait mal, Mets la selle à mon cheval. J'ai un roussin qui vole sur la terre, J'ai un roussin qui mange le chemin. Je l'ai acheté à un qui venait de la guerre, Je l'ai acheté cinq écus de patac. La jambe me fait mal, Mets la selle, mets la selle, La jambe me fait mal, Mets la selle à mon cheval. Quand j'aurai vu le Fils de Dieu le Père, Quand j'aurai vu le Roi du Paradis, Et quand j'aurai félicité sa mère Et quand j'aurai fait tout ce que je devrai... Je n'aurai plus jamais (aucun) mal, Mets la selle, mets la selle, Je n'aurai plus jamais (aucun) mal, Mets la selle à mon cheval. |  |